# فورتزا دآجرو
فورتزا دآجرو (به ایتالیایی: Forza d'Agrò) یک کومونه در ایتالیا است که در استان مسینا واقع شده‌است.

## خصوصیات
فورتزا دآجرو ۱۱ کیلومترمربع مساحت و ۹۱۴ نفر جمعیت دارد و ۴۲۰ متر بالاتر از سطح دریا واقع شده‌است.